# 치앙라이 공항
치앙라이 공항(태국어:สนามบินเชียงราย, 영어:Chiang Rai Airport, IATA:N/A, ICAO:VTCR)은 태국 치앙라이 주 치앙라이 시 인근에 있는 비활성 공항이다.

## 역사
1926년 치앙라이 공항이 설립되어 치앙라이의 첫 공항이자 태국의 두 번째 공항이 되었다. 이후 태평양 전쟁 때 군사 장비를 수송하는 데 사용되었다. 치앙라이 국제공항은 417 왕립 타이 공군 사단의 이전 공군 기지였다. 1990년대에 새 공항인 매파루앙 치앙라이 국제공항이 시작이 되면서 폐쇄된 것으로 알려졌다. 활주로와 그 지역은 현재 레크리에이션 활동과 행사를 위해 이용되고 있으며, 지역 주민들 사이에서 공원으로 이용되고 있다.
2018년 치앙라이 공항은 탐루앙 동굴 조난 사고 구조를 지원하기 위해 헬리콥터 착륙 기지로 사용되었다.

## 같이 보기
- 매파루앙 치앙라이 국제공항